# والتر بولاريس
والتر بولاريس محرك طائرة شعاعي مكون من 3 أسطوانات ويُبرد بالهواء.

صُنع في تشيكوسلوفاكيا بواسطة شركة محركات والتر للطائرات لتشغيل الطائرات الخفيفة المنتجة في ثلاثينيات القرن العشرين. 

## التطبيقات
استُخدم المحرك في طائرة ليتوف اس 39.

## محركات معروضة
تُعرض نسخة من المحرك للعامة محفوظة في متحف طيران براج.

## المواصفات

### مواصفات عامة
- النوع: محرك طائرة شعاعي مكون من 3 أسطوانات ويُبرد بالهواء.

### المكونات
- سلسة صمامات: صمام دخول وصمام عادم لكل أسطوانة.
- نظام الوقود: مكربن.
- نوع الوقود: بنزين.
- نظام التبريد: تبريد بالهواء.

## مزيد من القراءة
- Gunston, Bill. World Encyclopedia of Aero Engines. Cambridge, England. Patrick Stephens Limited, 1989. ISBN 1-85260-163-9